# 先天性白内障
先天性白内障（せんてんせいはくないしょう、英語: Congenital cataract）は、乳児白内障（にゅうじはくないしょう）、先天白内障（せんてんはくないしょう）とも呼ばれ、生まれながらに罹患する白内障を指す。片目のみの場合も、両目ともの場合もあり、親などが目が白く濁っているのを見つけて発見されることが多いが、症状が軽い場合などは、成長してから本人が気づくこともある。

## 主な原因
染色体異常、代謝性疾患（例、ガラクトース血症）、子宮内感染症（例、風疹）、またはその他の妊娠中の母体疾患などによって引き起こされることもある。先天性白内障は、一般的に常染色体優性で遺伝する孤発性の家族性先天異常の場合もある。

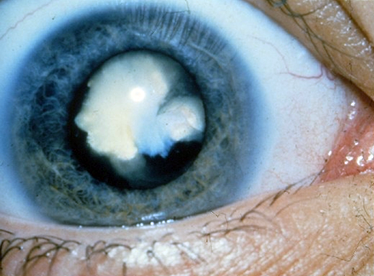
成人の先天性白内障

## 治療・矯正
成人の白内障とは違い、乳幼児が発症する先天性白内障や若年性白内障は、症状が重い場合、形態覚遮断弱視（視力の発達途上の乳幼児期に適切な刺激が遮断されてしまうために高度の弱視が起こって治らなくなるもの）となってしまう可能性が高く、白内障の症状が現れている目の発達に重篤な悪影響を及ぼす。視覚の発達に悪影響があると認められる際にはなるべく早く手術する必要があり、生まれた直後から高度の白内障がある場合には、両眼性では生後10週、片眼性では生後6週までに手術を行って、眼鏡やコンタクトレンズを装着し、片眼性の場合には健眼遮閉と呼ばれる良い方の眼をアイパッチで隠して悪い眼の方を使わせる訓練を開始することが望ましい。

### 手術
乳児期の手術法は、混濁した水晶体と硝子体前部を切除する方法が一般的である。手術は全身麻酔でおこなわれ、将来的に目が成長することを考慮して、焦点を固定する眼内レンズを埋め込む手術を行わないことが多く、眼鏡、コンタクトレンズで矯正する。2歳以降に白内障が進行して手術が必要になった場合には、成人と同じように眼内レンズを挿入する手術法の適応となることがあるが、度数が変化するため術後に眼鏡による矯正が必要である。なお、乳幼児の白内障手術を行える医療機関はかなり少ない。

### 弱視訓練（片眼性の場合）
片目のみ先天性白内障であった場合では、両目の視力が大きく異なることとなり、脳が良いほうの目を主に使うために先天性白内障の目の情報を処理する機能が衰退して弱視となり、両眼視に悪影響が出て将来的に立体視などに問題が生じることもある。多くの場合弱視を矯正することができる8歳までに弱視訓練を受ける。アイパッチと呼ばれる目を覆い隠す器具によって、手術を受けていない目を隠すことによって、脳が障害の生じていない目の情報をつかうのを防ぎ、術後の目を使う訓練が行われることが多い。また、視力の大きな差のために内斜視となることも多く、斜視治療も並行して行われることがある。正常に発達した場合と同程度の視力にまで回復することはまれである。